# 7404-es mellékút (Magyarország)
A 7404-es számú mellékút egy több mint 12 kilométer hosszú, négy számjegyű országos közút Zala vármegye és Vas vármegye határvidékén; a zalai megyeszékhely Zalaegerszeget kapcsolja össze Vasvár térségének legdélebbi fekvésű településeivel.

## Nyomvonala
A 762-es főútból ágazik ki, az 59+1000 kilométerszelvénye közelében; ez az út valójában a 76-os főút régi, Zalaegerszeg belvárosán átvezető szakasza volt. Kezdőpontja a város Andráshida és Gébárt városrészeinek határvonalán van, az út innen Gébárt nyugati szélén húzódik, Kutasi utca néven, nagyjából észak felé.
Alig több mint 400 méter után kilép a lakott területek közül, majd az 1,150-es kilométerszelvénye táján keresztezi a 76-os főút új, a belvárost már elkerülő szakaszát; a főút kilométer-számozása itt kevéssel a 60. kilométer előtt jár. 1,8 kilométer után az út mellé szegődik kelet felől a Szentmártoni-patak, innentől jó darabig egymás mellett húzódnak.
A 4,150-es kilométerszelvénye közelében átlép Zalaegerszegről Kiskutas területére, továbbra is nagyjából észak felé haladva. 5. kilométere után éles váltással nyugatnak fordul – itt ágazik ki kelet felé egy számozatlan út Kálócfapuszta külterületi településrész felé –, de kevéssel ezután ismét északi irányba kanyarodik és beér a község házai közé. Neve itt Fő utca, ameddig – 6,3 kilométer után – ki nem lép a falu házai közül.
6,4 kilométer után az előbbi községet is elhagyja, Nagykutas a következő, útjába eső település. 6,8 kilométer után keresztezi a Szentmártoni-patakot, és hetedik kilométerénél eléri Nagykutas házait. Itt is a Fő utca nevet viseli a belterület északi széléig, 8,2 kilométer megtételéig.
10,2 kilométer után átlépi a megyehatárt és Andrásfa közigazgatási területére érkezik, a falu lakott területeit 11,2 kilométer után éri el. A település központjáig a Rákóczi utca nevet viseli, onnan tovább az északi falurészben a Petőfi utca nevet veszi fel, közben nyugati irányba fordul. 12,4 kilométer után elhagyja a község legnyugatibb házait is, majd a 7442-es útba torkollva ér véget, annak 5,850-es kilométerszelvénye közelében.
Teljes hossza, az országos közutak térképes nyilvántartását szolgáló kira.gov.hu adatbázisa szerint 12,567 kilométer.

## Települések az út mentén
- Zalaegerszeg
- Andráshida városrész
- Gébárt városrész
- Kiskutas
- Nagykutas
- Andrásfa

## Története
A Cartographia 2004-ben kiadott Világatlaszán az út Nagykutas és Andrásfa közötti szakasza még nem szerepel.